# Brahma
 Denne artikel omhandler hinduismens skabergud. Opslagsordet har også en anden betydning, se Brahma (hønserace).
Brahma er i hinduismen Universets skaber og visdommens gud. Sammen med Shiva og Vishnu udgør han en del af hinduismens Trimurti. Brahma er fader til Manu fra hvem menneskeheden nedstammer. Brahma har fire ansigter, men man kan kun se tre af dem på en gang. De fire ansigter viser de fire himmelretninger, som Brahma er hersker over. Brahma bliver også vist med fire arme. Hans guddommelige kræfter kaldes Brahman, der betyder "verdenssjælen".
Brahma er ifølge traditionen født ud af Vishnus navle.
Selvom bønner til Brahma indgår i mange hinduistiske ritualer, er der blot få templer viet til Brahma. Et af de største templer for Brahma ligger i Pushkar i Rajasthan.
Han er gift med Sarasvati, gudinden for kunst, musik og litteratur. Hun bliver ofte fremstillet med en bog i den ene hånd og et strengeinstrument i den anden. Brahma har i nogle traditioner en anden hustru, Gayatri, der repræsenterer opgående velsignelse og livgivende kraft. 